# Bazylika św. Antoniego w Padwie
Papieska bazylika św. Antoniego w Padwie (it. Basilica Pontificia di Sant’Antonio di Padova) – największy kościół w Padwie. Wewnątrz znajduje się grób św. Antoniego Padewskiego (Antoniego z Padwy). Mimo licznych pielgrzymek wiernych z całego świata bazylika ta nie posiada statusu głównego kościoła w mieście. Przez mieszkańców Padwy bazylika nazywana jest „Il Santo” (wł. święty).

## Historia
Za życia Św. Antoniego w miejscu tym znajdował się kościół Santa Maria Mater Domini, który dzisiaj pełni funkcję kaplicy Madonna Mora we wnętrzu bazyliki. Obok kościoła w 1229 roku założony został klasztor zakonu braci mniejszych (franciszkanów) prawdopodobnie przez samego Świętego Antoniego.
Po śmierci Św. Antoniego w 1231 r. w Arcelli na północy miasta, gdzie mieścił się Klasztor Sióstr Klarysek, ciało Antoniego, zgodnie z jego wolą, zostało przeniesione i pochowane w Santa Maria Mater Domini.

## Architektura

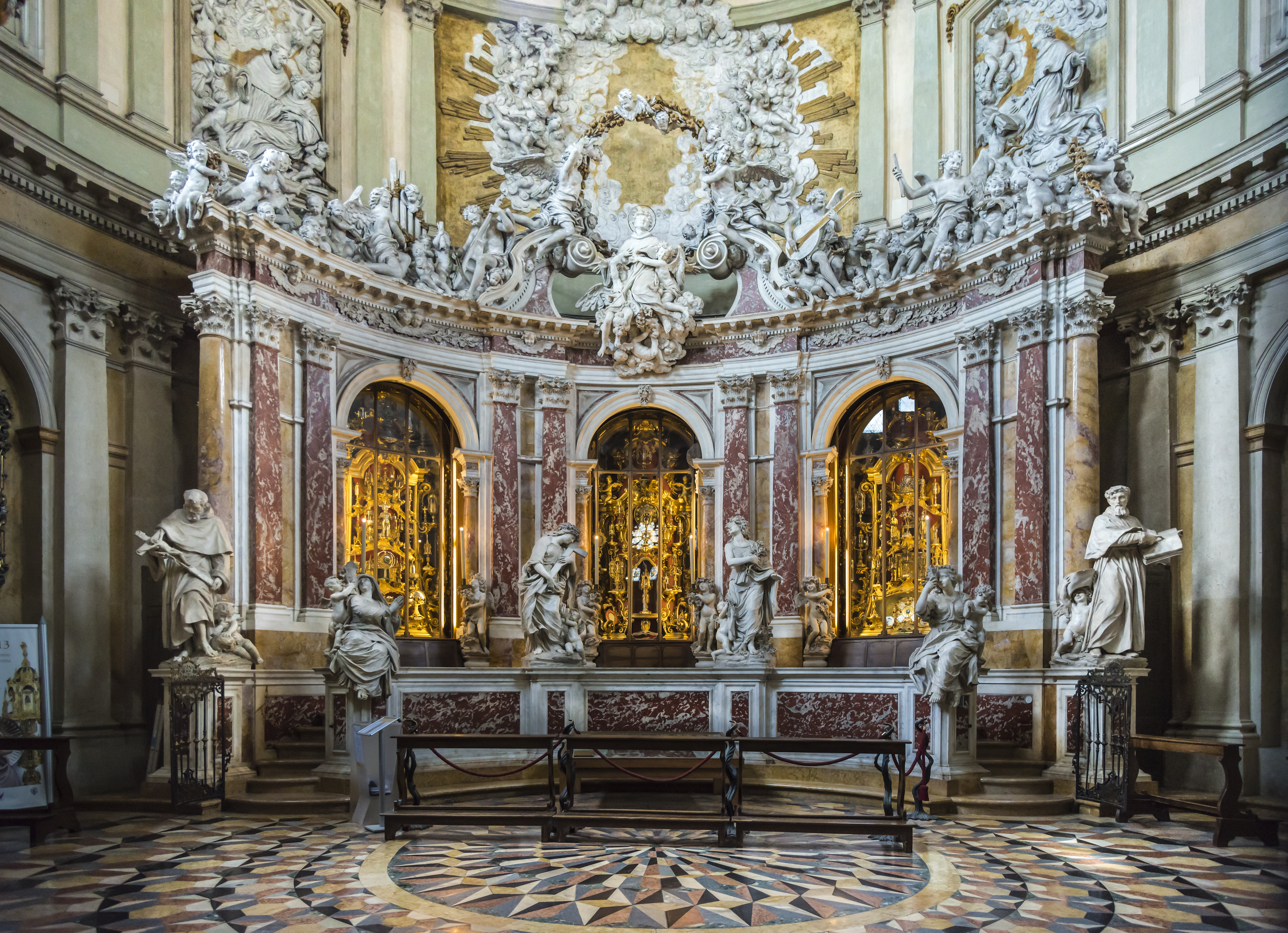
Kaplica z relikwiami

Dzisiejszy zewnętrzny wygląd bazyliki jest w głównej mierze efektem trzech przebudów dokonanych w latach 1238-1310.
Pierwsza rozbudowa bazyliki do formy prostego kościoła franciszkańskiego jednonawowego z krótką absydą została rozpoczęta w 1238 roku. Z czasem zostały dodane dwie boczne nawy. W końcowym efekcie kościół przeobraził się w istniejącą dziś budowlę.
Wnętrze bazyliki, z uwagi na liczne rozbudowy, jest stosunkowo zróżnicowane. Stylowo bazylika podzielona jest na dwie części: nawową i absydową, nie tylko przez obecność licznych fresków w transepcie, ale przede wszystkim z uwagi na odmienność typologiczną gotyku. 
Część nawowa jest przestronna, otoczona galerią, która okrąża również transept.

## Polonica
W 1592 polscy studenci Uniwersytetu w Padwie zorganizowali się w samodzielną organizację Nacja Polska. Uchwalono wtedy, że należy zbudować w bazylice polską kaplicę z kryptą. Na początku 1593 franciszkanie zarządzający obiektem przydzielili Polakom miejsce w północnej nawie kościoła. Z uwagi na trudności ze zbieraniem funduszy, decyzję o zabudowie wnętrza podjęto dopiero w 1606. Ołtarz i kryptę zaprojektował padewski rzeźbiarz Cesare Bovo. Uroczystość poświęcenia odbyła się w 1607. Kaplicy nadano wezwanie św. Stanisława. Pierwotny ołtarz został rozebrany w 1809. Na jego miejsce ściągnięto używany z przełomu XVII i XVIII wieku z kościoła San Prosdocino. Wewnątrz umieszczono obraz przedstawiający wskrzeszenie Piotrowina autorstwa Pietro Malomby z Wenecji. W 1979 zastąpiono go kolejnym ołtarzem z obrazem Chwała św. Maksymiliana autorstwa Pietro Annigoniego. W otoczeniu ołtarza znajduje się siedem nagrobków i epitafiów. Upamiętniają one pochowanych tu lub zmarłych. Są to m.in.:
- Stefan Ubaldini, naukowiec ze Lwowa (jego rodzina pochodziła z Florencji),
- Stanisław Miński, zm. 1607, doradca króla Zygmunta III i delegat do papieża Klemensa VIII w sprawie kanonizacji Jacka Odrowąża,
- Aleksander Kazimierz Sapieha (zm. 1619),
- Krzysztof Sapieha (zm. 1637), podczaszy wielki litewski – obaj Sapiehowie zmarli w Padwie, ale ciała przewieziono do Polski,
- Stanisław Fritznekier, zm. około 1690, doktor filozofii i medycyny[1].